# 徐熙 (北宋)
徐熙（?—?），字大雅，五代十国后期平海军泉州南安县人。
父亲徐居让，在平海军节度使陈洪进属下担任清溪县令。陈洪进对徐熙的文采感到惊奇，把弟弟的女儿嫁给他。陈洪进还征召徐熙担任府中职务，徐熙不去，撰写《楚雁赋》表达自己的志向。不久，又征召他掌管书札、奏章。陈洪进纳土归宋后，徐熙参加进士考试，官至越州通判。
徐熙喜欢学问，善于言谈，精通写作。后来，因为性格急躁，被罢免官职，心怀怨恨地死去。经常撰写抒发不满情绪的文章，世人都认为它们精妙绝伦。